# Années 1380
Les années 1380 couvrent la période de 1380 à 1389.

## Événements
- 1378-1384 : troubles sociaux en Europe occidentale. Révolte des chaperons blancs (1379-1382)[1]. Révolte des paysans en Angleterre. Révolte des Tuchins en Languedoc. Révolte de la Harelle à Rouen. Révolte des Maillotins à Paris[2].
- 1382-1387 : guerre de l'Union d'Aix qui préfigure la dédition de Nice à la Savoie en 1388[3].
- 1382 : en Égypte, la dynastie mamelouk Bahrites est renversée par les mamelouks tcherkesses, dit Burjites (1382-1517), cantonnés dans la citadelle du Caire (de burj : citadelle). Ils remplacent la dynastie héréditaire par un système électif qui favorise les conspirations, les coups d’État et les assassinats[4].
- 1383-1385 : canicule en été en France[5].
- 1383-1385 : crise dynastique au Portugal. Jean Ier fonde la dynastie d'Aviz[6].
- 1384, 1385, 1388 : Robert Stuart doit repousser à plusieurs reprises les Anglais d’Écosse[7].
- Vers 1386-1387 : les Frères de la vie commune se séparent ; un groupe fonde la Congrégation de Windesheim, ou ordre augustinien des réguliers canonistes à Windeshein, aux Pays-Bas. Elle encourage l'enseignement et la lecture directe des Écritures[8].

- Pologne : les ordres religieux mendiants des Dominicains, des Franciscains et des Augustiniens disposent de 82 monastères dans la province ecclésiastique de Gniezno[9].

## Personnages significatifs
Albert de Suède - Philippe van Artevelde - Barquq - Charles II de Navarre - Charles III de Navarre - Charles III de Naples - Charles V de France - Clément VII - David Ier d'Éthiopie - Dimitri IV de Russie - Enguerrand VII de Coucy - Fîrûz Shâh Tughlûq - Gaston III de Foix-Béarn  - Hayam Wuruk - Hedwige Ire de Pologne - Ming Hongwu - Isabeau de Bavière - Jean de Gand - Jean de Vienne - Jean Galéas Visconti - Jean Ier de Berry - Jean Ier de Castille - Jean Ier de Portugal - Jean IV de Bretagne - Jean V Paléologue - Ibn Khaldoun - Lazar Hrebeljanović - Ladislas II Jagellon - Louis II de Flandre - Marguerite Ire de Danemark - Marie Ire de Hongrie - Marie Ire de Sicile - Mircea Ier l'Ancien - Murad Ier - Oluf III de Danemark - Nuno Álvares Pereira - Philippe II de Bourgogne - Pierre IV d'Aragon - Richard II d'Angleterre - Robert II d'Écosse - Sigismond de Luxembourg - Tamerlan - Tokhtamysh - Tvrtko Ier - Wat Tyler - Venceslas Ier de Luxembourg - William de Wykeham